# Syndrome confusionnel (délirium)
 (décembre 2012).
Si vous disposez d'ouvrages ou d'articles de référence ou si vous connaissez des sites web de qualité traitant du thème abordé ici, merci de compléter l'article en donnant les références utiles à sa vérifiabilité et en les liant à la section « Notes et références ».
 Mise en garde médicale
Le syndrome confusionnel, confusion mentale ou état confusionnel, comprend un ensemble de troubles des fonctions supérieures, et correspond à une atteinte aiguë et globale des fonctions mentales, se caractérisant essentiellement par un trouble de la conscience. Lorsqu'un onirisme peut lui être associé, on parle alors de syndrome confuso-onirique. Dans les pays anglophones il peut encore être appelé « encéphalopathie métabolique » ou « delirium ».

## Aspects historiques
Le terme de « confusion mentale » a été employé pour la première fois à la fin du XIXe siècle par un psychiatre français, Philippe Chaslin (1895), qui le définissait comme une affection aiguë constituée par une forme d'affaiblissement et de dissociation intellectuels, qui peut être accompagnée ou non de délire, d'agitation ou d'inertie. 
Le même auteur cite quelques causes possibles d'origine organique : fièvre, infection, toxique, inanition.

## Description
Le syndrome confusionnel s'installe le plus souvent en quelques jours. Le début est marqué par l'apparition d'un trouble comportemental traduisant une rupture avec l'état antérieur ; le patient est envahi d'un sentiment d'étrangeté, d'une perplexité anxieuse, devient irritable et insomniaque.
À la phase d'état, les éléments essentiels sont représentés par l'association d'un trouble de la vigilance, de troubles perceptifs, d'une désorientation temporo-spatiale et d'une altération globale des fonctions cognitives. Le patient est incapable d'appréhender pleinement l'environnement (obnubilation) ; les troubles de l'attention lui interdisent d'intégrer correctement les perceptions sensorielles ; il en résulte distorsion et obscurcissement de la réalité, avec apparition de productions délirantes à type d'illusions ou d'hallucinations (le plus souvent visuelles, parfois auditives) et d'un vécu onirique. Le sujet adhère totalement à cette production mal systématisée, intense et génératrice d'anxiété et de peur.
Des comportements inadaptés, voire dangereux pour le patient et son entourage peuvent en résulter. La présentation est toujours incohérente et le comportement inadapté ; le patient peut être prostré, hébété, apathique, aboulique, somnolent lors de l'examen, indifférent vis-à-vis de son état ou de son entourage, ou au contraire agité, anxieux, hyperkinétique, logorrhéique. Ces troubles comportementaux sont très variables et sont en général majorés en période nocturne.

## Diagnostic positif
Les critères diagnostiques sont les suivants :
- diminution de la capacité à maintenir l'attention envers les stimulations externes : par exemple, les questions doivent être répétées, car l'attention ne se fixe pas. Diminution également de la capacité à s'intéresser de façon appropriée à de nouvelles stimulations externes : le patient persévère à répondre à une question posée antérieurement ;
- désorganisation de la pensée, comme le montrent des propos décousus, inappropriés ou incohérents ;
- au moins deux des manifestations suivantes :
  - obnubilation de la conscience, par exemple difficultés à rester éveillé pendant l'examen,
  - anomalies de la perception : erreurs d'interprétations, illusions ou hallucinations,
  - perturbation du rythme veille sommeil, avec insomnie ou somnolence diurne,
  - augmentation ou diminution de l'activité psychomotrice,
  - désorientation temporo-spatiale, non reconnaissance des personnes de l'entourage,
  - troubles mnésiques, par exemple impossibilité de retenir des éléments nouveaux comme une liste de plusieurs objets sans liens entre eux énoncés 5 minutes avant ou de se souvenir des faits passés, comme ceux caractérisant l'épisode pathologique en cours.

## Causes
Le diagnostic étiologique (recherche des causes) s'oriente selon l'examen clinique, appuyé par des examens complémentaires, selon le contexte. La recherche prioritaire est celle des causes organiques, nécessitant un traitement d'urgence. Les causes psychiatriques ne sont envisagées qu'après élimination des causes non psychiatriques. 

### Éléments d'orientation
Un contexte traumatique oriente vers un traumatisme crânien.
Un contexte fébrile oriente vers une infection et d'autres causes non infectieuses (toxique, sevrage alcoolique...). Une hypothermie, plus rare, suggère un choc septique, des troubles métaboliques et endocriniens.
Un contexte de dénutrition et d'alcoolisme chronique fait penser à des déficits en vitamine B1 et en vitamine PP.
Dans près d'un tiers des cas, un syndrome confusionnel est dû aux médicaments (surdosage, associations, sevrage, etc.), surtout chez les personnes âgées. Toujours chez la personne âgée, une confusion peut survenir en cas de globe urinaire, fécalome, fièvre, ou tout syndrome douloureux (dont l'infarctus du myocarde).
Une confusion après céphalée brutale évoque une hémorragie méningée.
Une confusion avec déficit moteur doit faire éliminer en premier une hypoglycémie ; avec trouble oculomoteur un déficit en vitamine B1. Une confusion après convulsion oriente vers une épilepsie, ainsi qu'à un traumatisme secondaire au cours d'une crise. Une confusion fébrile avec convulsions vers une encéphalite herpétique.
Une confusion avec état calme de stupeur oriente vers une cause métabolique (encéphalopathie d'origine hépatique).
Une confusion avec troubles digestifs et collapsus évoque une insuffisance surrénale aiguë.

### Iatrogènes
Il s'agit d'un surdosage en médicaments, d'interactions médicamenteuses, d'hypersensibilité, de prise de toxiques (drogues, plantes, intoxication médicamenteuse volontaire), ou encore d'un sevrage (arrêt trop rapide d'un médicament).
La prise de plusieurs médicaments est souvent en cause chez les personnes âgées. Au-delà de trois médicaments, le risque de survenue est multiplié par trois.
Tout médicament peut être mis en cause, mais parmi les plus fréquents on trouve : les benzodiazépines, les anticholinergiques, les neuroleptiques, les opiacés...

### Métaboliques et endocriniennes
Tous les déséquilibres hydroélectrolytiques peuvent être cause : calcium, sodium, potassium, ainsi que les troubles de l'équilibre acido-basique. Ils sont à rechercher notamment par l'ionogramme.
Il en est de même des troubles d'apport énergétique nécessaire au fonctionnement cérébral : glucose (hypoglycémie ou hyperglycémie), oxygène (hypoxie).
Les encéphalopathies métaboliques peuvent être dues à des défaillances d'organe. On distingue l'encéphalopathie hépatique (par hyperammoniémie, – mécanisme discuté –), rénale (par hyperazotémie –mécanisme discuté–), et insuffisance respiratoire (par hypercapnie).
L'intoxication alcoolique aiguë et surtout le sevrage alcoolique sont responsables de confusion, dont le delirium tremens lors d'un sevrage. L'alcoolisme chronique peut entraîner une carence en vitamine B1, avec une confusion s'intégrant dans l'encéphalopathie de Gayet-Wernicke.
Les causes endocriniennes peuvent être liés à la thyroïde, confusion qui révèle un trouble ou qui vient compliquer un état connu (dont l'encéphalopathie liée à la thyroïdite de Hashimoto). L'insuffisance surrénale aiguë se manifeste par des troubles hydroélectrolytiques. 

### Infections
Le mécanisme exact de la confusion fébrile (comment une infection mène à un état confusionnel) est mal connu.
Une confusion fébrile fait rechercher d'abord une infection urinaire (pyélonéphrite) ou pulmonaire (pneumopathie). Il faut toujours évoquer de principe une méningite devant une confusion fébrile en l'absence d'autre cause retrouvée.
Les personnes âgées sont plus facilement confuses en cas de fièvre. Une confusion fébrile n'est pas forcément due à une infection, mais à d'autres pathologies (toxique par exemple).

### Neurologiques
La plupart des atteintes du système nerveux central peuvent s'accompagner d'un état confusionnel transitoire ou durable. Les causes les plus importantes sont :
- épilepsie : soit après la crise convulsive (phase post-critique), soit lors d'états de mal non convulsifs ;
- traumatisme crânien : dans les cas non évidents, ou sans témoin (personne isolée), il faut y penser chez l'épileptique, la personne âgée, et la personne alcoolique ;
- maladie cardiovasculaire entraînant une insuffisance circulatoire cérébrale, accident vasculaire cérébral ;
- infections : abcès cérébral, méningite, encéphalite… ;
- tumeurs cérébrales.

### Psychiatriques
Les causes psychiatriques ne sont envisagées qu'après élimination des causes précédentes, y compris chez des patients déjà connu comme psychiatriques, ou à antécédents psychiatriques.
Une confusion avec délire plutôt systématisé, non influencé par le nycthémère, avec hallucinations auditives, est plutôt en faveur d'une origine psychiatrique, par opposition aux états de délire onirique, aggravés par la nuit ou l'obscurité, avec hallucinations visuelles qui sont plutôt en faveur de causes toxiques ou métaboliques.
En fait, des états de confusions avec délire, comme avec onirisme, peuvent se voir dans l'évolution de la schizophrénie, ou les psychoses du post-partum.
Dans la réaction aiguë au stress particulièrement intense (guerre, grande catastrophe...), un syndrome confusionnel peut survenir très rapidement : soit un onirisme avec agitation et fuite, soit un état de stupeur extrême avec immobilité et prostration.
La privation sensorielle, ou son contraire la sur-stimulation prolongée, peuvent conduire à un état confusionnel.

### Causes complexes ou intriquées
Ce sont des situations particulières accumulant des causes multiples, difficiles à démêler, survenant au cours de pathologies diverses. Il en est ainsi du syndrome confusionnel post-opératoire de la personne âgée alors appelé délirium post-opératoire (surtout en chirurgie cardiaque et oculaire) et de l'état confusionnel du grand brûlé.

## Diagnostic différentiel
- Démence
- État de mal épileptique

## Traitement et prise en charge
Lors d'une confusion mentale, l'hospitalisation est souvent nécessaire,,.
- Traitement symptomatique qui correspond à l'installation du patient en chambre isolée et bien éclairée. Il ne faut pas oublier de prévenir le risque de fugues et d'aménager la chambre en y incorporant des repères personnels (type photos…).
- Traitement de la cause, étant donné que la confusion mentale a généralement une origine non psychiatrique.